# Префектура Акита
Префектура Акита (Јапански:秋田県; Akita-ken) се налази у региону Тохоку. Главни град је Акита.